# Fritz Swoboda
Fritz Swoboda (* 29. März 1922 in Brünn, Tschechoslowakei; † 31. Mai 2007 in Baden bei Wien, Österreich) war ein österreichischer Angehöriger der Waffen-SS, der sich für seine während des Zweiten Weltkriegs begangenen Kriegsverbrechen nie vor Gericht verantworten musste.

## Leben

### Kindheit, Jugend, erste Kriegseinsätze
Aufgrund der Tatsache, dass Fritz Swoboda quasi nie „offiziell aktenkundig“ wurde, ist nur relativ wenig über sein Leben bekannt. Seine unverheirateten Eltern lebten getrennt, und bereits als Siebenjähriger hatte er die mütterliche Wohnung in Brünn verlassen und war mit seinem Bruder Harald Swoboda zu seinem Vater nach Wien gezogen. Nach der Schule hatte er den Beruf des Gärtners erlernt und war zum 24. September 1939 in die Waffen-SS eingetreten. Seinen ersten Kriegseinsatz erlebte er 1940 an der Westfront. Anschließend kämpfte er im Balkanfeldzug und nach Beginn des Krieges gegen die Sowjetunion als Angehöriger der SS-Division „Reich“ an der Ostfront.

### „Einsatz“ im Reichsprotektorat
Als tschechische Widerstandskämpfer am 27. Mai 1942 im Rahmen der Operation Anthropoid in Prag ein Attentat auf den Reichsprotektor Reinhard Heydrich verübten, war das SS-Ersatzbataillon, dem Fritz Swoboda zu dieser Zeit angehörte, vor Ort. Für Swoboda begann nun ein „Einsatz“, über den er in amerikanischer Gefangenschaft in zahlreichen Gesprächen sowohl seinem Zellenkameraden als auch den Vernehmungsoffizieren voller Stolz berichtete. Swoboda gehörte zu jenem „Stosstrupp“, wie er es nannte, der am 18. Juni 1942 die Prager Kirche St. Cyril und Methodius, wo sich die Attentäter versteckt hielten, stürmen half. Die Beteiligung an der Überwältigung der Attentäter brachte ihm das Kriegsverdienstkreuz 2. Klasse mit Schwertern. In den folgenden Wochen war er als Kommandant eines aus zwölf Mann bestehenden Erschießungskommandos direkt in das Strafgericht involviert, das die deutschen Besatzungsbehörden dem Heydrich-Attentat folgen ließen. In der amerikanischen Gefangenschaft schilderte er seinem Zellengenossen detailliert, was sich ab 26. Juni 1942 in der SS-Kaserne im Prager Stadtteil Ruzyně ereignete: 

„Da waren doch Erschießungen am laufenden Band, da gab es die zwölf Mark Zulage, 120 Kronen am Tag für die Erschießungskommandos. Da haben wir nichts anderes gemacht, also die Gruppen von 12 Mann haben jeweils 6 Mann [ab]geführt und dann umgelegt. Da habe ich vielleicht 14 Tage lang nichts anderes gemacht. Und da haben wir doppelte Verpflegung gekriegt, weil das doch ungeheuer die Nerven kostet. […] Aber die doppelte Verpflegung und die 12 Mark hat sich der Mann schwer verdient, so 50 Weiber umlegen in einem halben Tag [sic!]. […] Zuerst hat man gesagt, prima, besser wie Dienst machen [sic!], aber nach ein paar Tagen hätte man lieber wieder Dienst gemacht. Das ging auf die Nerven, und dann wurde man stur, dann war es egal.“

Swoboda war auch am „zweiten Fall“ beteiligt, bei dem es sich um eine weitere Massenerschießung von insgesamt 275 Männern und Frauen handelte, die am 14. Juli begann und drei Tage lang dauerte. Zweifel an seiner „nervenaufreibenden“ Tätigkeit, die auch beinhaltete, dass er kontrollieren musste, ob die Opfer „gut getroffen waren“ und gelegentlich mit einem Kopfschuss „nachzuhelfen“ hatte, kamen Swoboda allerdings nie. Für ihn stand außer Frage, dass er lediglich „gerecht verurteilte Menschen auf Befehl erschossen“ habe. Die Ermordeten hätten sich den „deutschen Gesetzen meist total widersetzt“, weswegen es sich bei den Massenexekutionen „vom juristischen Standpunkt aus gesehen“ um ordnungsgemäße „Urteilsvollstreckungen“ gehandelt habe. Nachdrücklich betonte Swoboda den „Erfolg“ dieses Vorgehens, der für ihn darin sichtbar war, dass es in der „Tschechei … seit 1943 ruhig [gewesen war].“ Er war davon überzeugt, dass die Résistance in Frankreich durch frühere Anwendung derselben Terrorstrategie zu verhindern gewesen wäre.

### Kriegseinsatz an der Westfront, Leben nach dem Krieg
Die Massaker in Prag blieben nicht das einzige Kriegsverbrechen, in das Swoboda direkt involviert war. Im amerikanischen Abhörlager Fort Hunt bei Washington, einer streng geheimen Einrichtung zur systematischen Aushorchung Kriegsgefangener zum Zweck der Informationsgewinnung, die vom US- Militär- und Marinenachrichtendienst gemeinsam betrieben wurde und aus deren Aktenbeständen das Wissen um Swobodas Kriegsverbrechen stammt, erzählte er freimütig von der Erschießung amerikanischer Kriegsgefangener an der deutschen Westfront. An diesem nicht mehr genau datierbaren Kriegsverbrechen, dem offenbar neun US-Soldaten zum Opfer fielen, war er im Rahmen seines Fronteinsatzes bei der 17. SS-Panzergrenadier-Division „Götz von Berlichingen“ beteiligt. Es kann angenommen werden, dass Swoboda, der es bis zum SS-Oberscharführer gebracht hatte und im November 1944 in amerikanische Kriegsgefangenschaft geraten war, noch zahlreiche weitere Morde zu verantworten hatte, über die er sich vermutlich nie geäußert hat.
Swobodas Glück war es, dass die Geheimhaltung der Existenz von Fort Hunt für das US-Militär höchste Priorität hatte, weswegen auf eine Verwendung der Abhörprotokolle zum Zweck der Strafverfolgung von NS-Tätern verzichtet wurde. Als freier und de facto unbescholtener Mann wurde Swoboda, dem während seiner Gefangenschaft kein Wort der Reue über die Lippen gekommen war, im Mai 1947 aus der amerikanischen Kriegsgefangenschaft entlassen. Wieder in Österreich angekommen, arbeitete er bis zum Ruhestand in seinem erlernten Beruf. Im Alter von 43 Jahren hatte Swoboda geheiratet. Seine Ehe war jedoch kinderlos geblieben, seine Frau hatte er nach sieben Ehejahren durch eine Krankheit verloren. Swoboda verstarb 2007 in einem Pflegeheim in Baden bei Wien. Wegen seiner Untaten hatte er sich in der Nachkriegszeit nie vor Gericht verantworten müssen, sie wurden erst nach seinem Tod durch die Auswertung der Abhörprotokolle aus Fort Hunt im Rahmen eines wissenschaftlichen Projekts bekannt.